# Georg Späth
Georg Späth (* 24. Februar 1981 in Oberstdorf) ist ein ehemaliger deutscher Skispringer und heutiger Skisprungfunktionär.

## Leben

### Sportlicher Werdegang
Späth war zu seiner aktiven Zeit Sportsoldat in der Sportfördergruppe der Bundeswehr in Sonthofen. In Planica erreichte er in der Saison 2003/04 nach dem ersten Wettkampftag der Skiflugweltmeisterschaften den 1. Platz, rutschte jedoch am 2. Tag auf Rang 4 ab. Sein größter Erfolg ist die Silbermedaille im Mannschaftsspringen von der Normalschanze bei der Nordischen Skiweltmeisterschaft 2005 in seiner Heimatstadt Oberstdorf. Georg Späth wurde deutscher Meister 2005, sowohl im Einzelwettkampf als auch im Teamspringen (Sieger: Team Bayern).
Außerdem belegte er 2005 beim Weltcup in Willingen zusammen mit dem deutschen Team den 1. Platz.
Bei der Skiflug-WM 2006 holte Georg Späth mit dem deutschen Team (neben Späth noch Alexander Herr, Michael Neumayer und Michael Uhrmann) überraschend die Bronzemedaille.
Beim Sommer-Grand-Prix-Springen in Hinterzarten siegte er im Einzelwettbewerb, welches er 2008 wiederholen konnte. In Courchevel wurde er nach guter Leistung zweiter.
Am 13. Oktober 2008 wurde bekannt, dass sich Späth einen Kreuzbandriss vor zwei Monaten bei einem Sturz im Training in Pragelato zuzog und aufgrund dessen nicht in dieser Saison starten wird, sondern erst im Sommer 2009 auf die Schanze zurückkehren kann.
Ende März 2008 begann Späth an der Hochschule Ansbach das Bachelor-Studium International Management, einem Studiengang, der an der HS Ansbach angepasst und speziell für Spitzensportler konzipiert wurde.
In der Kadereinteilung des Deutschen Skiverbandes für die Saison 2011/2012 wurde Georg Späth aufgrund schlechter Leistungen in der Vorsaison nicht berücksichtigt.

### Nach der aktiven Zeit
2014 übernahm Späth den Posten des Rennleiters in Oberstdorf und war beim Auftaktspringen zur Vierschanzentournee 2014/15 erstmals als dieser tätig. Zusammen mit dem Tschechen Josef Hlava ist er als technischer Delegierter beim Skisprung-Continental-Cup tätig.
Georg Späth ist verheiratet mit seiner Frau Nadyn.

## Erfolge

### Weltcupsiege im Team
| Nr. | Datum          | Ort       | Typ         |
| --- | -------------- | --------- | ----------- |
| 1.  | 8. Januar 2005 | Willingen | Großschanze |

### Grand-Prix-Siege im Einzel
| Nr. | Datum          | Ort          | Typ           |
| --- | -------------- | ------------ | ------------- |
| 1.  | 6. August 2006 | Hinterzarten | Normalschanze |
| 2.  | 27. Juli 2008  | Hinterzarten | Normalschanze |

### Grand-Prix-Siege im Team
| Nr. | Datum          | Ort          | Typ           |
| --- | -------------- | ------------ | ------------- |
| 1.  | 6. August 2005 | Hinterzarten | Normalschanze |

### Continental-Cup-Siege im Einzel
| Nr. | Datum            | Ort        | Typ           |
| --- | ---------------- | ---------- | ------------- |
| 1.  | 19. August 1999  | Rælingen   | Normalschanze |
| 2.  | 9. Januar 2000   | Gallio     | Normalschanze |
| 3.  | 15. Januar 2000  | Brotterode | Normalschanze |
| 4.  | 6. Februar 2000  | Saalfelden | Normalschanze |
| 5.  | 11. März 2000    | Våler      | Normalschanze |
| 6.  | 17. Februar 2001 | Planica    | Großschanze   |
| 7.  | 4. August 2001   | Oberstdorf | Normalschanze |
| 8.  | 30. Juli 2005    | Oberstdorf | Großschanze   |
| 9.  | 4. August 2007   | Oberstdorf | Großschanze   |

### Continental-Cup-Siege im Team
| Nr. | Datum          | Ort        | Typ           |
| --- | -------------- | ---------- | ------------- |
| 1.  | 5. August 2001 | Oberstdorf | Normalschanze |

## Statistik

### Weltcup-Platzierungen
| Saison  | Platz | Punkte |
| ------- | ----- | ------ |
| 2000/01 | 51.   | 052    |
| 2001/02 | 34.   | 118    |
| 2002/03 | 32.   | 172    |
| 2003/04 | 09.   | 557    |
| 2004/05 | 11.   | 559    |
| 2005/06 | 18.   | 282    |
| 2006/07 | 69.   | 014    |
| 2007/08 | 36.   | 106    |
| 2009/10 | 54.   | 042    |

### Grand-Prix-Platzierungen
| Saison | Platz | Punkte |
| ------ | ----- | ------ |
| 1998   | 54.   | 002    |
| 2001   | 55.   | 006    |
| 2002   | 35.   | 025    |
| 2003   | 22.   | 042    |
| 2004   | 23.   | 066    |
| 2006   | 15.   | 144    |
| 2007   | 10.   | 199    |
| 2008   | 08.   | 230    |
| 2009   | 20.   | 089    |
| 2010   | 82.   | 001    |